# Središnji državni ured za razvoj digitalnog društva
Središnji državni ured za razvoj digitalnog društva je središnje državno tijelo Republike Hrvatske sa zadaćom praćenja i unaprjeđenja razvoja digitalnog društva, te usklađivanja sa smjernicama, direktivama i regulativom Europske unije na području digitalnog društva i ekonomije.
Misija Središnjeg državnog ureda za razvoj digitalnog društva je stručna potpora Vladi Republike Hrvatske pri razvoju digitalne infrastrukture i javnih digitalnih usluga, te popularizacija razvoja digitalnog društva u svim područjima života i djelovanja hrvatskih građana, gospodarstva i javnog sektora. Osim toga Središnji državni ured za razvoj digitalnog društva obavlja i druge poslove koji su mu stavljeni u nadležnost posebnim zakonima, te aktivno sudjeluje u nizu aktivnosti inicijative „Partnerstvo za otvorenu vlast u Republici Hrvatskoj za razdoblje od 2016. do 2018".
Specifični ciljevi Središnjeg državnog ureda jesu:
- popularizacija digitalne pismenosti, a što obuhvaća izradu strategije popularizacije i razvoja digitalnih vještina
- izrada prijedloga politika za razvoj digitalnog društva i izrada metodologije za praćenje napretka i procjenu učinaka politika
- sustavno unapređivanje i standardizacija digitalne infrastrukture što obuhvaća standardizaciju komunikacijske, računalne i smještajne infrastrukture
- sustavno unapređivanje i standardizacija javnih digitalnih usluga u Republici Hrvatskoj uključujući i podršku razvoju e-usluga koje razvija središnje tijelo državne uprave nadležno za poslove e-Hrvatske
- osiguranje jedinstvene i trajne dostupnosti i ponovne uporabe javnih službenih dokumenata i informacija Republike Hrvatske svim zainteresiranim stranama pod jednakim uvjetima i nepristrano
- izgradnja i održavanje Središnjeg kataloga službenih dokumenata Republike Hrvatske i objava informacija na portalu Središnjeg kataloga.